# Исерлия (река)
Исерлия (укр. Ісерлія. рум. Râul Iserlia) — правый приток реки Киргиж-Китай, расположенный на территории Тараклийского (Молдавия), Тарутинского районам (Одесская область, Украина).

## География
Длина — 11 км (на территории Молдовы — 3 км, Украины — 9 км). Площадь бассейна — 49,7 км². Русло проходит по балке Романовской и пересыхает. На реке создано несколько прудов.
Берёт начало от слияния двух ручьёв восточнее села Валя-Пержей. Река течёт на юго-восток, пересекает государственную границу Молдавии и Украины, далее — юго-восток. Впадает в реку Киргиж-Китай (на 38-м км от её устья) западнее села Вольное.
Притоки: (от истока к устью) нет крупных.
Населённые пункты (от истока к устью):
1. Вольное